# Karl Kammüller

Linachtalsperre/Vöhrenbachtalsperre

Karl Gustav Alfred Kammüller (* 9. Januar 1886 in Wollbach; † 15. Dezember 1969 in Karlsruhe) war ein deutscher Bauingenieur.

## Biografie
Kammüller absolvierte Abitur in Lörrach 1905 und studierte zunächst Mathematik und Physik an der Universität Heidelberg und dann Bauingenieurwesen an den Technischen Hochschulen Karlsruhe und Danzig. Danach war er Assistent am Lehrstuhl für Mechanik der TH Hannover. Im Ersten Weltkrieg arbeitet er als Offizier an der Front an Schallmesstechnik (Ortung für die Artillerie), worüber er 1919 an der TH Hannover promovierte. 1921 wurde er Assistent von Emil Probst am neu gegründeten Betoninstitut der TH Karlsruhe. Außerdem war er Oberingenieur im Ingenieurbüro Maier in Karlsruhe und entwarf dort die erste aufgelöste Bogenstaumauer (Gewölbereihenstaumauer) Deutschlands, die Linachtalsperre (Vöhrenbach-Talsperre). Danach war er Mitarbeiter der Elektrizitätsgesellschaft Lahmeyer in Frankfurt am Entwurf des Schluchseewerks und der Schwarzenbachtalsperre beteiligt.
1927 habilitierte er sich (Die Theorie der Gewichtsstaumauern unter Rücksicht auf die neueren Ergebnisse der Festigkeitslehre) und wurde 1934 Professor für Beton- und Stahlbetonbau an der TH Karlsruhe. Sein Vorgänger Emil Probst war 1933 von den Nationalsozialisten aus seinem Lehrstuhl vertrieben worden und ging nach England. Kammüller hatte den Lehrstuhl bis 1956.
Im Zweiten Weltkrieg arbeitet er wieder an Schallmessverfahren (Geschossknallverfahren) für die Artillerie.
Er veröffentlichte früh einen Vorschlag für Beton-Schrägseilbrücken und beantragte dafür 1950 ein 1952 jedoch wieder zurückgezoges Patent.

## Schriften
- Theorie des Stahlbetons, 2 Bände, Karlsruhe: C. F. Müller 1952
- mit Ottfried Jeske: Untersuchungen über Federgelenke aus Stahlbeton, DAfStb Heft 125, 1957